# Mirosława Kocięcka
Mirosława Kocięcka (ur. 27 lipca 1921 w Warszawie, zm. 29 sierpnia 2006 tamże) – polska bibliotekarka, specjalistka informacji naukowej.

## Życiorys
Urodziła się w Warszawie, dzieciństwo i lata szkolne spędziła w Mławie, gdzie ojciec był mierniczym. Tam ukończyła gimnazjum i uczyła się w liceum humanistycznym im. Stanisława Wyspiańskiego. Naukę przerwał wybuch II wojny światowej. W czasie okupacji mieszkała w Warszawie, przez pół roku pracowała w bibliotece prywatnej na ul. Poznańskiej. Była członkiem Armii Krajowej i jako łączniczka uczestniczyła w powstaniu warszawskim, za co została odznaczona Odznaką Weterana Walk o Niepodległość. Maturę zdała po wojnie i w 1945 r. rozpoczęła studia polonistyczne na Wydziale Humanistycznym Uniwersytetu Warszawskiego, dyplom magistra filozofii w zakresie filologii polskiej uzyskała w 1951 r. Jeszcze w czasie studiów w 1947 r. zaczęła pracować w Bibliotece Narodowej (BN), z którą związała całe swe życie zawodowe.
W BN pracowała kolejno w Biurze Katalogowym, Inwentarzu, Czytelni, a od 1951 r. w nowo utworzonym Dziale Informacji Naukowej i Poradnictwa (w latach 1954–2007 Zakład Informacji Naukowej). W Zakładzie jako kierownik Sekcji koordynacji pracy ośrodków informacyjnych organizowała współpracę bibliotecznych służb informacyjnych w skali kraju. W latach 1951–1966 przygotowywała półrocznik „Wykaz Ważniejszych Zestawień Bibliograficznych Wykonanych przez Biblioteki i Instytuty Naukowe”, opracowywała także wykazy polskich bibliotek. W 1970 r. po przejściu na emeryturę kierowniczki i twórczyni ZIN Marii Manteufflowej objęła kierownictwo Zakładu. Przywiązywała dużą wagę do organizacji pracy komórki, obsługi użytkowników informacji, tworzenia warsztatu pracy oraz opracowywania źródeł informacji o informacji. Pod jej kierunkiem i opieką były opracowywane przewodniki po bibliotekach i ośrodkach informacji w Warszawie (3 wydania)  i Polsce (2 wydania)  , ponadto zostały przygotowane dwa informatory o polskich wydawnictwach informacyjnych  . Pracując w ZIN, prowadziła szeroko zakrojoną działalność dydaktyczną, organizując kursy, prowadząc wykłady i szkolenia bibliotekarzy poświęcone przede wszystkim różnym aspektom informacji naukowej w bibliotekach, ale także upowszechnianiu wiedzy o funkcjach i zadaniach Biblioteki Narodowej w Warszawie oraz bibliotek narodowych na świecie. W czasie swej pracy w BN przeszła przez wszystkie szczeble kariery bibliotekarskiej aż do stanowiska starszego kustosza dyplomowanego. Po przejściu na emeryturę w 1983 r. pracowała w Bibliotece w niepełnym wymiarze godzin, prowadząc m.in. badania potrzeb czytelników największych czytelń BN.
Była autorką wielu publikacji, opracowań oraz referatów na konferencje naukowe poświęconych problemom bibliotekarstwa, informacji naukowej w bibliotekach, badaniom potrzeb użytkowników informacji, funkcjom i zadaniom, organizacji i modernizacji bibliotek narodowych na świecie. Artykuły i recenzje publikowała w czasopismach specjalistycznych m.in. „Bibliotekarzu”, „Przeglądzie Bibliotecznym”, „Biuletynie Informacyjnym Biblioteki Narodowej”, „Roczniku Biblioteki Narodowej”, „Polish Libraries Today”. W latach 1963–1970 opracowywała kronikę dla „Bibliotekarza”, a w latach 1970–2004 – kronikę zagraniczną dla „Przeglądu Bibliotecznego”. Przygotowywała także hasła z zakresu bibliotekarstwa i informacji naukowej, które były publikowane w „Encyklopedii wiedzy o książce” (Wrocław 1971) i „Encyklopedii współczesnego bibliotekarstwa polskiego” (Wrocław 1976).
Przez wiele lat współpracowała ze Stowarzyszeniem Bibliotekarzy Polskich (SBP). W latach 1961–1984 była sekretarzem redakcji rocznika wydawanego przez SBP „Informator Bibliotekarza i Księgarza”, w latach 2001–2006 członkiem Kolegium redakcyjnego Zespołu Historyczno-Pamiętnikarskiego Oddziału Warszawskiego SBP; wraz z Hanną Zasadową zredagowała dwa tomy serii „Bibliotekarze Polscy we Wspomnieniach Współczesnych” – tomy 7 i 8.
Zmarła 29 sierpnia 2006 r., pochowana została w grobie rodzinnym na Cmentarzu Powązkowskim w Warszawie kwatera 22, rząd 3, grób 4 (grób rodziny Piekarskich) .

### Rodzina
Mąż – Stefan Kocięcki (1922-1990), pracownik naukowy Instytutu Badawczego Leśnictwa w Warszawie.

## Wybrane publikacje (w układzie chronologicznym)[11]
- Z dziejów Wiktora Hugo w Polsce. Recepcja twórczości. „Przegląd Humanistyczny” 1958, nr 6, s. 96–122.
- Służba informacyjno-bibliograficzna. Warszawa: Państwowy Ośrodek Kształcenia Korespondencyjnego Bibliotekarzy 1959.
- Z dziejów recepcji Dickensa w Polsce XIX w. (do r. 1900). „Przegląd Humanistyczny” 1962, nr 6, s. 149–158.
- Działalność informacyjna bibliotek. Warszawa: Państwowy Ośrodek Kształcenia Korespondencyjnego Bibliotekarzy 1967.
- Służba informacyjna w bibliotekach. Zarys zagadnień metodyczno-organizacyjnych. Warszawa: Biblioteka Narodowa 1972, 1973.
- Użytkownicy informacji w bibliotekach publicznych i ich potrzeby. „Przegląd Biblioteczny” 1973, z. 1/2, s. 84–96.
- Działalność informacyjna bibliotek. [Współautor Edward Pigoń]. Warszawa: Centralna Biblioteka Wojskowa 1975.
- Biblioteka Narodowa w latach 1962–1970. W: 50 lat Biblioteki Narodowej. Warszawa 1928-1978. Warszawa: Biblioteka Narodowa 1984, s. 123–129, ISBN 83-7009-000-1.
- Uniwersalne informatorium. W: 50 lat Biblioteki Narodowej. Warszawa 1928-1978. Warszawa: Biblioteka Narodowa 1984, s. 281–290 ISBN 83-7009-000-1.
- Wywiad z dr Marią Manteufflową. Przepr. Mirosława Kocięcka. „Przegląd Biblioteczny” 1991, z. 2, s. 120–134 (Przedruk W: Współtwórcy bibliotekarstwa polskiego. Wywiady i wspomnienia z lat 1979–1998. Warszawa: Biblioteka Polskiej Akademii Nauk 2002).
- Problemy bibliotek narodowych w czasopiśmiennictwie światowym lat 1992–1993. „Rocznik Biblioteki Narodowej” 1994, s. 135–140.
- Problemy bibliotek narodowych w czasopiśmiennictwie światowym lat 1994–1996. „Rocznik Biblioteki Narodowej” 1996, s. 247–265.
- Współczesne problemy bibliotekarstwa narodowego. „Biuletyn Informacyjny Biblioteki Narodowej” 1997, nr 1, s. 3–5.
- Czytelnicy Biblioteki Narodowej i ich lektury. Na podstawie raportu „Udostępnianie zbiorów BN z XIX i XX wieku w latach 80. i 90”. „Biuletyn Informacyjny Biblioteki Narodowej” 1999, nr 3, s. 22–24.
- Users of the National Library’s reading rooms. Transl. by Wojciech Tyszka. „Polish Libraries Today” 2001.
- Biblioteki narodowe na przełomie wieków. „Przegląd Biblioteczny” 2004, z. 1/2, s. 23–32.
- Witryny elektroniczne bibliotek narodowych. „Biuletyn Informacyjny Biblioteki Narodowej” 2006, nr 1, s. 29–30.